# هيمي فرينز
هيمي فرينز (بالهولندية: Hemmie Vriens)‏ (مواليد 10 يونيو 1944) هو سبّاح هولندي، مثّل بلاده في الألعاب الأولمبية الصيفية 1964.

## روابط خارجية
هيمي فرينز على موقع أوليمبيديا (الإنجليزية)